# Štětí
Štětí (németül Wegstädtl) település Csehországban, a Litoměřicei járásban. Štětí Liběchov, Račice, Snědovice, Hoštka, Bechlín, Tupadly, Medonosy és Horní Počaply településekkel határos. Lakosainak száma 8609 fő (2024. január 1.).

## Népesség
A település lakosságának változását az alábbi diagram mutatja:
| Lakosok száma | 4855 | 5056 | 4969 | 3628 | 9054 | 9197 | 8807 | 8685 | 8438 | 8609 |
|               | 1869 | 1890 | 1921 | 1950 | 1980 | 2001 | 2017 | 2019 | 2022 | 2024 |